# 笠倉出版社
株式会社笠倉出版社（かさくらしゅっぱんしゃ）は、東京都台東区に本社を置く日本の出版社。

## 概要
1975年（昭和50年）4月設立。同年、劇画誌『漫画ユートピア』を創刊し、出版事業を開始。
現在はパズル雑誌、女性コミック・ボーイズラブノベル、料理ムック、などの発行が中心となっている。
2008年11月発売の『三姉妹vs女剣士 くノ一凌辱秘奥義外伝』を最後にアダルトビデオの制作から撤退している。

## 関連会社
- 株式会社セブン新社 - せぶん社の倒産後、笠倉出版社により新設された出版社[4][5]。2010年黒田出版興文社を吸収合併[6]。2013年オー・ケイ出版社を吸収合併[7]。
- 株式会社ライトハウス

### 過去の関連会社
- 株式会社黒田出版興文社 - 出版社[8]。
- 株式会社オー・ケイ出版社 - 出版ルートでの映像ソフト販売[9]。
- 株式会社天成社

## 主な発行誌

### パズル雑誌
- ずっしりたっぷり点つなぎ（奇数月26日発売）
- ずっしりたっぷりアロー＆スケルトン（偶数月14日発売）
- 全100問クロスワード（奇数月19日発売）
- ずっしりたっぷりクロスワード（偶数月19日発売）
- 全問解説サクサク解けるナンプレ（奇数月19日発売）
- 全問解説サクサク解ける中級ナンプレ（1,4,7,10月の14日発売）
- みんなのクチコミ点つなぎ（3,6,9,12月の19日発売）

### 女性コミック雑誌
- 別冊家庭サスペンス（発行：セブン新社、編集：大沢企画、3,6,9,12月の21日発売）

### 競馬専門雑誌
- 競馬大予言（年9回刊） - 2020年2月よりムックから雑誌に刊行形態変更。

### ムック
- Fielder（ムック、偶数月末） - アウトドア情報誌

### デジタルコミック誌
- equal - ボーイズコミック誌。

## 過去に発行していた雑誌
- 漫画ユートピア(1975年-2009年)
- 漫画大悦楽号→漫画絶対満足
- 漫画ストロング(-2004年)
- 漫画コブラ（1981年-1987年[10]）
- 漫画ラブレター（1983年-[11]）
- 劇画麻雀時代（1985年-[12]）
- コミックマルガリータ（1983年-1985年）※ムック
- コミックロリポップ（1985年創刊準備、1986年-1990年）
- 漫画ラブ＆ラブ（発行：セブン新社）
- 劇画コマンド（発行：セブン新社）
- Comicマンモスクラブ（発行：セブン新社、1989年-1991年[13]）
- ミステリーLa・comic（1985年-2002年）→ラ・コミック（2002年-2003年[14]）
- GP SPORTS F1 (1989年-1992年)
- Labien(1986年-2004年[15])
- ACラビアン(1988年-[16])
- ヤンママコミック（1995年-1997年[17]）
- 恋愛KISS（ラブキス）（2004年-2011年[18]）
- 絶対恋愛Sweet （2001年 - 2025年）
- Sweetプチ（ - 2012年）→Sweetロマンス（2013年- 2015年[19]）
- 恐怖＋１（発行：黒田出版興文社）
- LADY'S COMIC if（発行：セブン新社、-2002年[20]）→恋愛美人 if（発行：セブン新社、2002年-2012年[21]）
- 主婦王（発行：セブン新社）
- LADY'S COMIC 微熱（発行：セブン新社）
- LADY'S COMIC 微熱SUPERデラックス（発行：セブン新社、1997年-2015年[22]）
- パステルティーン（1991年 - 2004年[23]）
- Kirei（ - 2003年[24]）
- BETTY（2009年 - 2012年[25]）
- 劇画パチンコクラブ（1990年 - 2002年）
- 攻略パチスロコミック（1992年 - 2007年）
- 爆勝デジパチ（1995年 - 2001年）
- パチスロコミックGOLD（ - 2004年）→攻略パチスロ勝コミック（2004年[26]）
- パチスロであった本当にスゴイ話（発行：黒田出版興文社、1997年-2008年[27]）
- 本当にあったパチンコ激アツ話（2008年 - 2010年[28]）
- パチンコまるごとニューマシン（2001年 - 2008年[29]）→パチンコ爆勝大攻略（2008年）
- パチンコ大攻略（ムック1999年-2004年、2005年-2010年[30]）
- コミック釣りつり
- SALT&STREAM ※桃園書房から移管。2015年メディアボーイに移管。
- チャンプロード（1987年 - 2016年[31]）
- バスライフ（ムック） -　バスを取り上げている雑誌。2015年創刊。2016年に実質休刊状態となる。
- ENJOY MAX（ - 2011年[32]）→ENJOY MAX CHARGE（2012年）
- SMピアス（発行：セブン新社）
- VIDEO・X（1984年-1995年）→ビデ王（1995年-1999年[33]）
- MAN-ZOKU（1993年-2000年[34]）
- 嫁と姑デラックス（発行：セブン新社、編集：大沢企画、1999年- 2018年）
- 家庭サスペンス（編集：大沢企画、2000年- 2018年）
- 特選三十路妻（ - 2014年[35]）→特選三十路妻GACHI！（2014年 - 2016年） ※創刊した際、10万部以上を売り上げた[36]。
- 特撰五十路妻（2011年 - 2015年[37]）
- CR LIFE CYCLES（2017年- 2018年）
- Japonica Blood（ムック）  - 和柄専門誌
- BSM(Bicycle Style Magazine)（ムック）
- クルマ購入ガイド（ムック）
- シルバーアクセスタイルマガジン （ムック、2005年 - 2020年）
- ホントのツボがわかるナンプレ

## 発行レーベル
- NiμNOVELS
- キキ文庫[38]
- CROSS NOVELS
- カルトコミックス
  - カルトコミックス sweetセレクション
  - カルトコミックス Love Chucola Selection
  - カルトコミックス equalコレクション
  - カルトコミックス PLACEBO collection
  - カルトコミックス X-kidsセレクション
  - カルトコミックス Niμcollection
- サクラ新書

### 過去のレーベル
- ハスラー・ブック
- サクラコミックス
- Man comics

## 事件

### 肖像権をめぐるトラブル
女優の綾瀬はるかやAKB48の大島優子ら女性芸能人21人が、自らが写真集などに収めていた写真を、同社が6月に発売した「ENJOY MAX」の2010年7月号など5冊の雑誌に無断転載され肖像権を侵害されたとして、2010年12月16日付で、東京地方裁判所に提訴した。13年4月、肖像権侵害を認め、請求2300万円に対し700万円の賠償命令判決。

### 大リーガー放映権詐欺での16億円被害
2011年笠倉出版社は、メジャーリーガーの映像放映権をめぐる架空の投資話で、2004年7月から2006年11月にかけて、総額26億円を広告会社の幹部らに支払い、うち16億6000万円が回収不能になった。